# Spirocamallanus rarus
Spirocamallanus rarus är en rundmaskart som först beskrevs av Travassos, et al 1928.  Spirocamallanus rarus ingår i släktet Spirocamallanus och familjen Camallanidae. Inga underarter finns listade i Catalogue of Life.